# Diospyros borbonica
Diospyros borbonica là một loài thực vật có hoa trong họ Thị. Loài này được I.Richardson mô tả khoa học đầu tiên năm 1980.